# LAMP2
LAMP-2 (Lysosomal-associated membrane protein) est un marqueur membranaire non enzymatique. Son gène est le LAMP2 porté par le chromosome X humain.
La mutation de LAMP-2 génère une cardiomyopathie.

## Rôles
Le LAMP2 intervient dans la maturation des phagosomes.

## En médecine
La mutation du gène entraînant la formation d'une protéine non active est responsable de la maladie de Danon associant atteinte musculaire et cardiaque. Elle peut être également responsable d'une cardiomyopathie hypertrophique isolée, avec parfois, présence d'un syndrome de Wolff-Parkinson-White.